# Nick Fatool
Nick Fatool est un batteur de jazz américain, né le 2 janvier 1915 à Millbury, dans le Massachusetts, et mort le 26 septembre 2000 à Los Angeles, en Californie (États-Unis).

## Discographie
- 1939 : Flying Home (avec Benny Goodman)
- 1940 : Special Delivery Stomp (avec Artie Shaw)
- 1940 : Tempo And Swing (avec Lionel Hampton)
- 1951 : Steak Face (avec Louis Armstrong)
- 1958 : Sweet Georgia Brown (avec M. Matlock)